# Bodega Riglos
Bodega Riglos é um produtor de vinhos premium no distrito de Gualtallary, Tupungato, Alto Valle de Uco (Mendoza, Argentina), a 1.300 metros de altitude.
A empresa é dirigida pelos seus fundadores Darío Werthein e Fabián Suffern (presidente e vice-presidente, respectivamente), que em janeiro de 2002 adquiriram 72 hectares em Gualtallary para desenvolver o empreendimento; em 2011, Rafael Calderón é incorporado como sócio e CEO.

## Finca Las Divas
A Riglos elabora seus vinhos single vineyard com uvas da Finca Las Divas, situada aos pés da Cordilheira dos Andes, onde trabalha com o conceito de viticultura de precisão, usando tecnologia especial para compreender cada setor do vinhedo, obter a uniformidade e a consistência da uva colhida e, desse modo, melhorar continuamente a qualidade. A produção é realizada com a filosofia de sustentabilidade para a administração do vinhedo, respeitando o ecossistema da Finca Las Divas.
O vinhedo está plantado de acordo com a seguinte distribuição de varietais: 
- Malbec: 18 hectares (44,2 acres)
- Cabernet Sauvignon: 9,2  hectares (22,3 acres)
- Cabernet Franc:  5,9 hectares (14,2 acres)
- Petit Verdot: 1 hectare (2,2 acres)
- Sauvignon Blanc: 3,36 hectares (8,3 acres)

Com uma produção anual de 90.000 garrafas, atualmente podem ser encontrados no mercado os 6 vinhos da Bodega Riglos:
- Riglos Gran Corte (Corte baseado no Malbec)
- Riglos Gran Malbec
- Riglos Gran Cabernet Sauvignon
- Riglos Gran Cabernet Franc
- Riglos Quinto Malbec
- Riglos Quinto Sauvignon Blanc

O 75% da produção é exportada ao Brasil, Canadá, Colômbia, Estados Unidos, Dinamarca, Inglaterra, Itália, Hong Kong e Uruguai. O 25% restante é vendido para importantes restaurantes e vinotecas ao longo da Argentina.

## Prêmios
Em 2012, o Riglos Gran Corte 2009 foi eleito o melhor vinho do ano pela revista Wine Enthusiast dos Estados Unidos, o que constitui um momento marcante para a história da empresa.